# Saint-Marcellin (Hautes-Alpes)
Saint-Marcellin is een gehucht in de Franse gemeente Veynes, departement Hautes-Alpes, regio Provence-Alpes-Côte d'Azur.
In de middeleeuwen was Saint-Marcellin een aparte parochie.
Bij archeologisch onderzoek door Inrap zijn in 2011 sporen van bewoning gevonden van 5000 jaar geleden en 3000 jaar geleden (bronstijd).